# Baie des Empereurs
Die Baie des Empereurs (französisch für Bucht der Kaiserpinguine) ist eine Bucht im Géologie-Archipel vor der Küste des ostantarktischen Adelielands. Sie liegt zwischen der Rostand-Insel und dem Bon-Docteur-Nunatak.
Französische Wissenschaftler benannten sie 1977 nach der großen Kolonie von Kaiserpinguinen, die sich auf dem Meereis der Bucht befindet.